# NGC 7802
NGC 7802  je čočková galaxie v souhvězdí Ryb. Její zdánlivá jasnost je 13,5m a úhlová velikost 1,1′ × 0,6′. Je vzdálená 244 milionů světelných let, průměr má 80 000 světelných let. Galaxii objevil 25. září 1830 John Herschel. V katalogu NGC je popsána jako „velmi slabá, malá, okrouhlá, dosti náhle jasnější střed“